# کلودیو دسکالزی
کلودیو دسکالزی (به ایتالیایی: Claudio Descalzi) (زاده ۱۹۵۵) کارآفرین، بازرگان و مدیر ارشد اجرایی ایتالیایی است، که در حال حاضر به‌عنوان مدیرعامل شرکت انی فعالیت می‌کند.
شرکت نفتی انی، بزرگ‌ترین شرکت صنعتی کشور ایتالیا است، که در سال ۲۰۰۸ معادل ۸۷٫۷ € میلیارد یورو (۱۳۸ $ میلیارد دلار) درآمد، کسب کرده است.